# HD 216770 b
HD 216770 b és un planeta extrasolar que orbita l'estrella HD 216770. Té una massa de dos terços la de Júpiter. Però a diferència dels gegants gasosos del sistema solar, orbita al voltant de l'estrella molt ecxèntricament. La distància mitjana de l'estrella és lleugerament més gran que la de Mercuri, i completa una òrbita al voltant de l'estrella cada 118 dies.